# Abigail de Andrade
Abigail de Andrade (Vassouras, 1864 — Paris, 1890) foi uma pintora e desenhista brasileira, premiada com a medalha de ouro por trabalhos expostos no Salão Imperial de 1884.

## Biografia
Abigail de Andrade nasceu em 1864, na cidade de Vassouras, localizada na região cafeeira do Rio de Janeiro. Seu pai, José Maria de Andrade era fazendeiro de café e advogado. Em 1880, deixou sua cidade para ir aprimorar os seus desenhos no Rio de Janeiro, capital federal da época, passando a morar com sua tia Rosa Fernandes de Almada. Matriculou-se em 1882, no Liceu de Artes e Ofícios do Rio de Janeiro, o qual, em 1881, havia inaugurado um curso para turmas femininas, sendo a primeira instituição do país a receber mulheres entre seu corpo discente, antes composto apenas por homens. Sabe-se que foi aluna de Angelo Agostini e de Joaquim José Insley Pacheco.
Levantou-se pouco sobre a vida dessa pintora fluminense. Porém, nota-se que, aos 18 anos, em março de 1882, participou da primeira exposição organizada pela Sociedade Propagadora das Belas Artes, concorrendo na seção de desenhos com meia dúzia de trabalhos, tendo a crítica louvado a excelente qualidade deles. 

### Exposição Geral de Belas Artes, em 1884

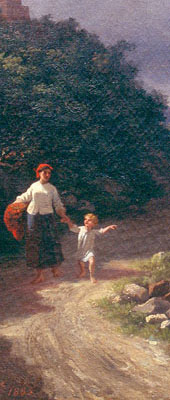
Niterói (1885), de Abigail de Andrade. Coleção particular, Rio de Janeiro.

Expôs na Exposição Geral de Belas Artes, no ano de 1884, numa época em que as mulheres eram estimuladas a procurar a pintura e o desenho apenas como amadoras e por puro passatempo. O famoso crítico de arte Gonzaga Duque escreveu que Abigail de Andrade, ao contrário das demais pintoras de seu tempo e enfrentando o preconceito existente contra as mulheres, fez da pintura a sua profissão. A própria ganhou duas medalhas de prata e uma de ouro. O que era inédito para uma mulher.
Nessa Exposição, a última, a maior e a mais brilhante que se realizou no Segundo Reinado, Abigail participou na seção de pintura, apresentando quatorze trabalhos: quatro óleos representando cenas do cotidiano, dois retratos, três cópias e cinco estudos de desenho. Apesar de estreante, Abigail de Andrade foi premiada com a "Primeira Medalha de Ouro", láurea que dividiu com Thomas Georg Driendl, Giovanni Battista Castagneto e Georg Grimm. Pelo renome de seus companheiros de premiação, jamais poderia ter exposto trabalhos medíocres. Dois óleos, dentre o total da obra apresentada  destacavam-se e foram eles que geraram o cobiçado prêmio: Cesto de compras e Um canto do meu ateliê.

### Exposições Individuais
No ano de 1886 promoveu duas exposições individuais no Rio de Janeiro. A primeira realizou-se na Casa Vicitas e a segunda na Casa Costrejean.  

### Trágico Romance e Morte Prematura
A artista é também lembrada pelo trágico envolvimento amoroso com seu professor, Angelo Agostini, homem casado e artista respeitado e influente na época. Foi um tremendo escândalo. Abigail engravidou deste em 1888 e, devido ao preconceito da sociedade, teve que refugiar-se com o professor em Paris, levando consigo a pequena Angelina Agostini, que viria a ser, também, uma artista consagrada. Na capital francesa, perdeu o segundo filho após o parto, e morreu logo em seguida.

## Obra

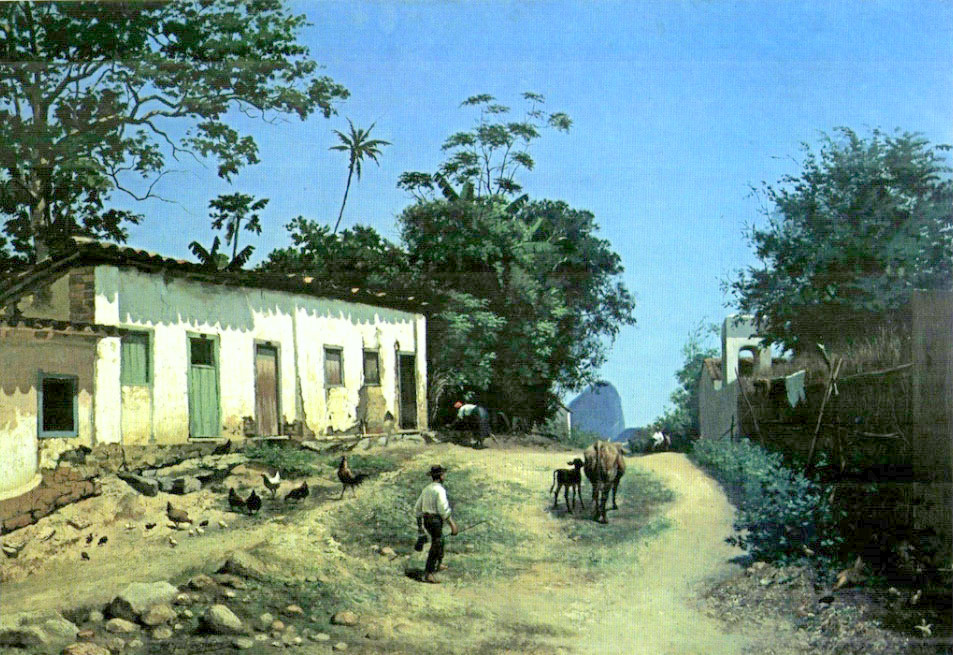
Estrada do Mundo Novo com Pão de Açúcar ao fundo (1888), de Abigail de Andrade. Coleção particular.

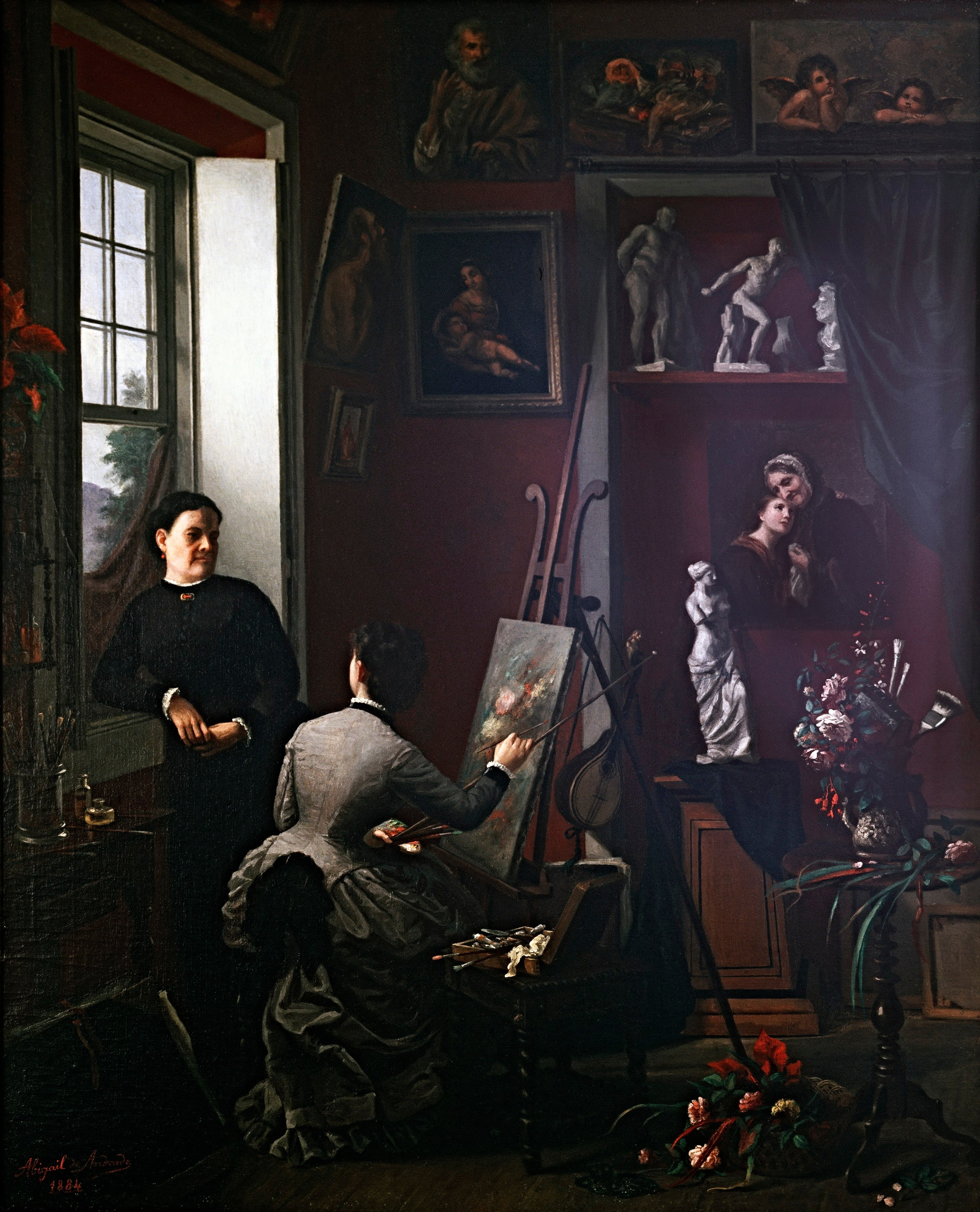
Um Canto de Meu Ateliê (1884), de Abigail de Andrade. Coleção particular.

É diminuto o número de trabalhos atualmente conhecidos da pintora Abigail. Deve ter produzido muito pouco, sendo que seus trabalhos estão datados entre os anos de 1881 a 1889. Certamente não pintou mais do que cinquenta quadros, numa avaliação otimista e, como se sabe da existência de um número muito menor do que esta estimativa, pode-se considerar que outras obras estão perdidas ou incógnitas na casa de seus proprietários ou de pequenos colecionadores. 
Em 1947, Carlos da Silva Araújo em artigo publicado no  Boletim de Belas Artes  intitulado "Angelo Agostini e o Salão de 1884", reproduziu o Cesto de Compras em desenho de Agostini e lamentava nunca ter deparado com o nome e a obra de Abigail em livros, catálogos ou revistas.
A revelação pública da obra de Abigail de Andrade só viria a acontecer em 1989, com o aparecimento do livro 150 Anos de Pintura no Brasil que traz, em cores, a reprodução de três óleos da pintora pertencentes à famosa coleção do advogado carioca Sérgio Fadel.
A segunda surpresa estaria presente na original exposição Mulheres Pintoras promovida pela Sociedade dos Amigos da Arte de São Paulo (Sociarte), em parceria com a Pinacoteca do Estado de São Paulo, e realizada nos meses de agosto a outubro de 2004. Entre os trabalhos expostos, chamava a atenção um quadro pequeno, um óleo de 34 x 23 cm., assinado por Abigail, pertencente ao colecionador Francisco Asclépio Barroso Aguiar, de Salvador. Denominava-se o quadrinho  No Ateliê , datado de 1881. Este quadrinho não era o mesmo apresentado pela pintora, no Salão de 1884, com o título Um Canto do meu Ateliê apesar da quase identidade dos títulos de ambos.
No mesmo ano de 2004, puderam os amadores das artes plásticas conhecer novas obras de Abigail de Andrade quando veio à luz um luxuoso volume de autoria de Alexei Bueno intitulado O Brasil do Século XIX na Coleção Fadel.